# Suore teatine dell'Immacolata Concezione di Maria Vergine
Le suore teatine dell'Immacolata Concezione di Maria Vergine sono un istituto religioso femminile di diritto pontificio: i membri di questa congregazione pospongono al loro nome la sigla R.R.T.T.

## Storia

### Le origini

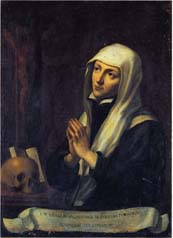
Orsola Benincasa, fondatrice delle oblate e delle romite teatine

L'attuale istituto trae origine da due congregazioni fondate a Napoli alla fine del XVI secolo da suor Orsola Benincasa (1547-1618): dopo un periodo di eremitaggio sul monte Sant'Elmo, ottenne dell'arcivescovo di Napoli di essere ricevuta da papa Gregorio XIII (Frascati, 3 maggio 1582) per riferirgli di aver ricevuto da Dio l'incarico di trasmettergli un messaggio di riforma per tutta la Chiesa. Il pontefice, al fine di verificare l'attendibilità della Benincasa, istituì una commissione di cui vennero chiamati a far parte anche il cardinale Giulio Antonio Santorio e san Filippo Neri: dopo sette mesi di prove, la commissione confermò le oneste intenzioni della mistica e diede il suo parere favorevole all'erezione di una nuova famiglia religiosa.
Orsola Benincasa, tornata a Napoli nel 1583, diede vita presso il castel Sant'Elmo alla Congregazione delle oblate della Santissima Concezione di Maria, religiose di voti semplici, imitatrici della vita attiva di santa Marta, dedite soprattutto all'educazione della gioventù.
Il 2 febbraio 1617 la religiosa riferì di aver ricevuto dal bambin Gesù, apparsale in visione tra le braccia della madre, l'incarico di fondare un nuovo istituto di monache di voti solenni, imitatrici della vita contemplativa di santa Maria Maddalena: sorse così l'Ordine delle romite dell'Immacolata Concezione di Maria Vergine, monache di rigorosa clausura, dedite esclusivamente alla preghiera per il sostegno spirituale del lavoro apostolico delle oblate.
Le costituzioni delle romite e quelle delle oblate vennero approvate da papa Gregorio XV il 7 aprile 1623 e confermate da papa Clemente IX (1667-1669); nel 1633 papa Urbano VIII, accogliendo la richiesta fatta dalla fondatrice sul letto di morte, pose le due congregazioni sotto il governo e la direzione spirituale dei chierici regolari teatini, di cui le religiose adottarono anche il nome teatine.

### Declino e rinascita
Le teatine ebbero una rapida diffusione: conventi furono aperti a Cremona, Ferrara, Parma, Monreale, Palermo e all'estero, ma nel XIX secolo, con le soppressioni dei monasteri, iniziò il loro declino.
Nel 1865 il sacerdote Giuseppe Paladino organizzò una comunità di giovani palermitane della parrocchia di San Gregorio a Boccadifalco e diede loro l'abito delle oblate teatine di Napoli; nel 1875 ottenne dal preposito generale dei Chierici Regolari Teatini il di seguire le regole del monastero delle teatine di San Giuliano di Palermo.
Le costituzioni della congregazione vennero approvate dal cardinale Michelangelo Celesia nel 1888 e il 7 agosto 1904 il preposito generale Francesco di Paola Ragonesi affiliò la comunità all'ordine teatino. stabilitasi a Villa Nave, nel 1904 passò ufficialmente sotto la giurisdizione dell'ordine teatino: le religiose adottarono il nome di Suore Teatine dell'Immacolata Concezione.
La Santa Sede approvò le loro costituzioni nel 1936 e le confermò nel 1947. Il 7 ottobre del 1948 alla congregazione vennero unite le Figlie di Nostra Signora della Provvidenza, fondate a Felanitx, sull'isola di Maiorca, il 27 dicembre del 1891 dal sacerdote Miguel Sureda Lulle e dalla religiosa Maria della Provvidenza Escalas Obrador.

## Attività e diffusione
Le religiose si dedicano all'educazione ed all'istruzione dell'infanzia e della gioventù, ed alla formazione cristiana soprattutto in terra di missione. La congregazione ha recentemente esteso la sua azione apostolica all'assistenza degli infermi e dei portatori di handicap.
Dall'Italia e dalla Spagna le teatine si sono diffuse anche a Porto Rico, in Messico, in Benin, in Brasile e negli Stati Uniti d'America; la sede generalizia è a Roma.
Al 31 dicembre 2005, la congregazione contava 219 religiose in 35 case.